# Vía crucis a la Cruz del Campo

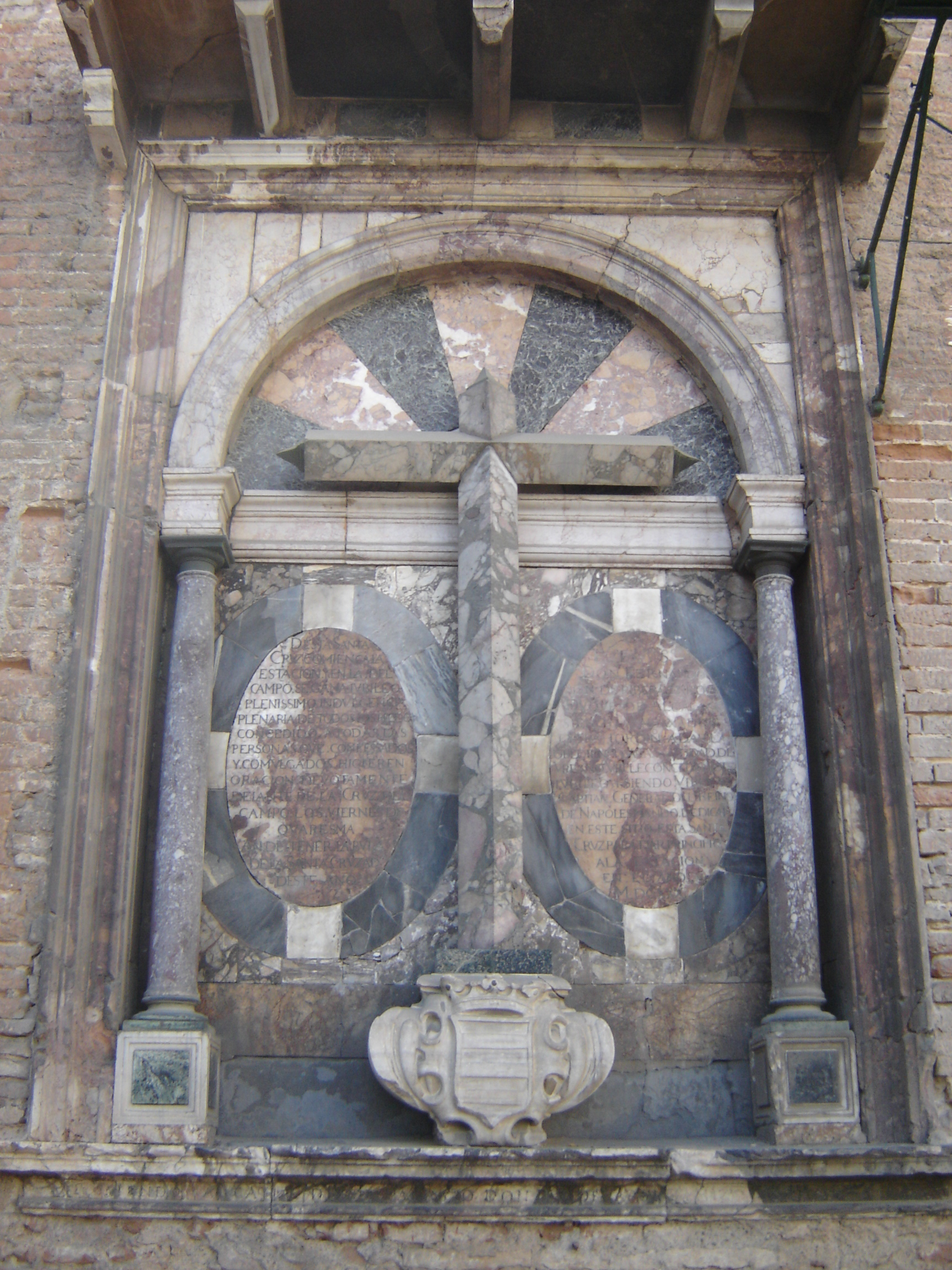
Punto de inicio del vía crucis a la Cruz del Campo.

El vía crucis a la Cruz del Campo va desde el centro al noreste de Sevilla. Comienza en la casa palacio llamada Casa de Pilatos y termina en un templete conocido como la Cruz del Campo. La tradición comenzó con Fadrique Enríquez de Ribera, propietario del inmueble, aunque hoy la casa es propiedad de los duques de Medinaceli.

## Historia

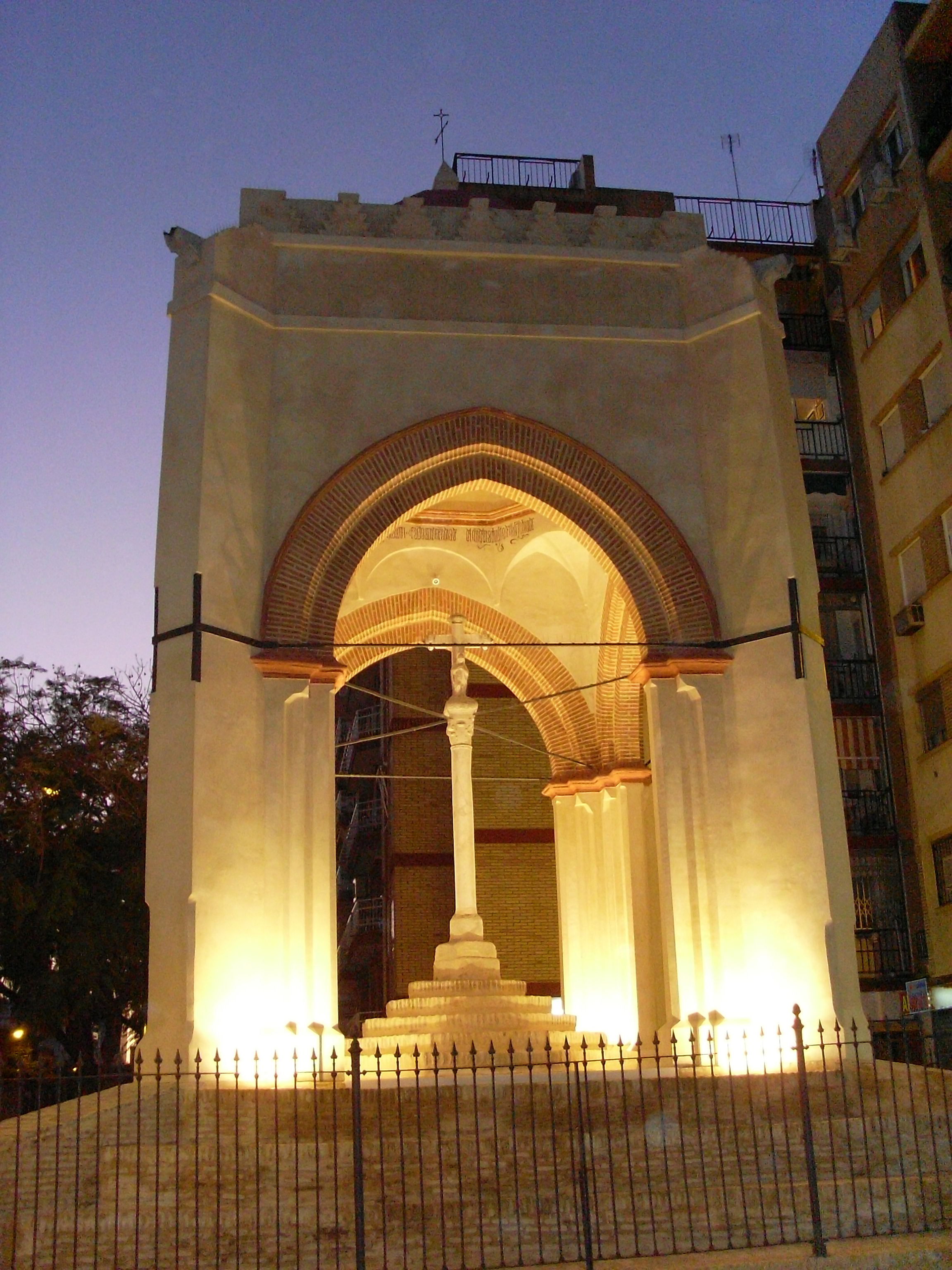
El templete de la Cruz del Campo con iluminación nocturna.

Fadrique Enríquez de Ribera, primer marqués de Tarifa y Adelantado mayor de Andalucía, instauró la celebración del vía crucis en la Cuaresma del año 1521. 
Este daba inicio en la Capilla de las Flagelaciones de esa casa y finalizaba en un pilar ubicado en la antiguamente conocida como Huerta de los Ángeles, cercano al humilladero o templete de la Cruz del Campo, edificado en el 1380 por una cofradía de negros. Desde el año 1630 se cambió tanto el inicio como el final del recorrido, iniciándose desde el retablo de mármol existente en la fachada de la Casa de Pilatos y terminando en el templete. En el año 1720 se amplió el número de estaciones, pasando de 12 a 14.
En el vía crucis se recorren los 997 metros o, lo que es lo mismo, los 1321 pasos que se supone que separaban el pretorio de Pilatos del Monte Calvario (de ahí el nombre de esa casa). Se celebró hasta el año 1873, en que dejó de hacerse.
El 8 de marzo de 1957, los descendientes del marqués de Tarifa restablecieron el vía crucis. A este se sumaron 14 cofradías con sus imágenes, para realizar 14 tramos o estaciones. Estas estaciones fueron bendecidas por el cardenal Bueno Monreal, como indica un mármol conmemorativo. No obstante, a los pocos años dejó de realizarse.
El 8 de marzo de 1975, el Consejo de Hermandades y Cofradías de Sevilla realizó de nuevo el vía crucis de las hermandades.

## Características
Se trata de un recorrido donde se realizan 14 estaciones a lo largo de varias calles céntricas de la ciudad y en una distancia de aproximadamente 2 km. Cada estación está representada por una escena (al mismo tiempo copiada de las distintas cofradías que procesionan cada año por la ciudad) que muestra distintos momentos que se sucedieron durante el camino al Monte Calvario. Estas escenas están representadas por azulejos (algunos de 1957 y, la mayoría, de finales del siglo XX, cambiados por el deterioro que habían sufrido). Estos azulejos cuentan con una leyenda indicativa del momento. En sus primeros siglos, las estaciones estaban señaladas con cruces y peanas que fueron sustituidas por estos azulejos. Diez de estas estaciones se encuentran a lo largo de la avenida Luis Montoto.

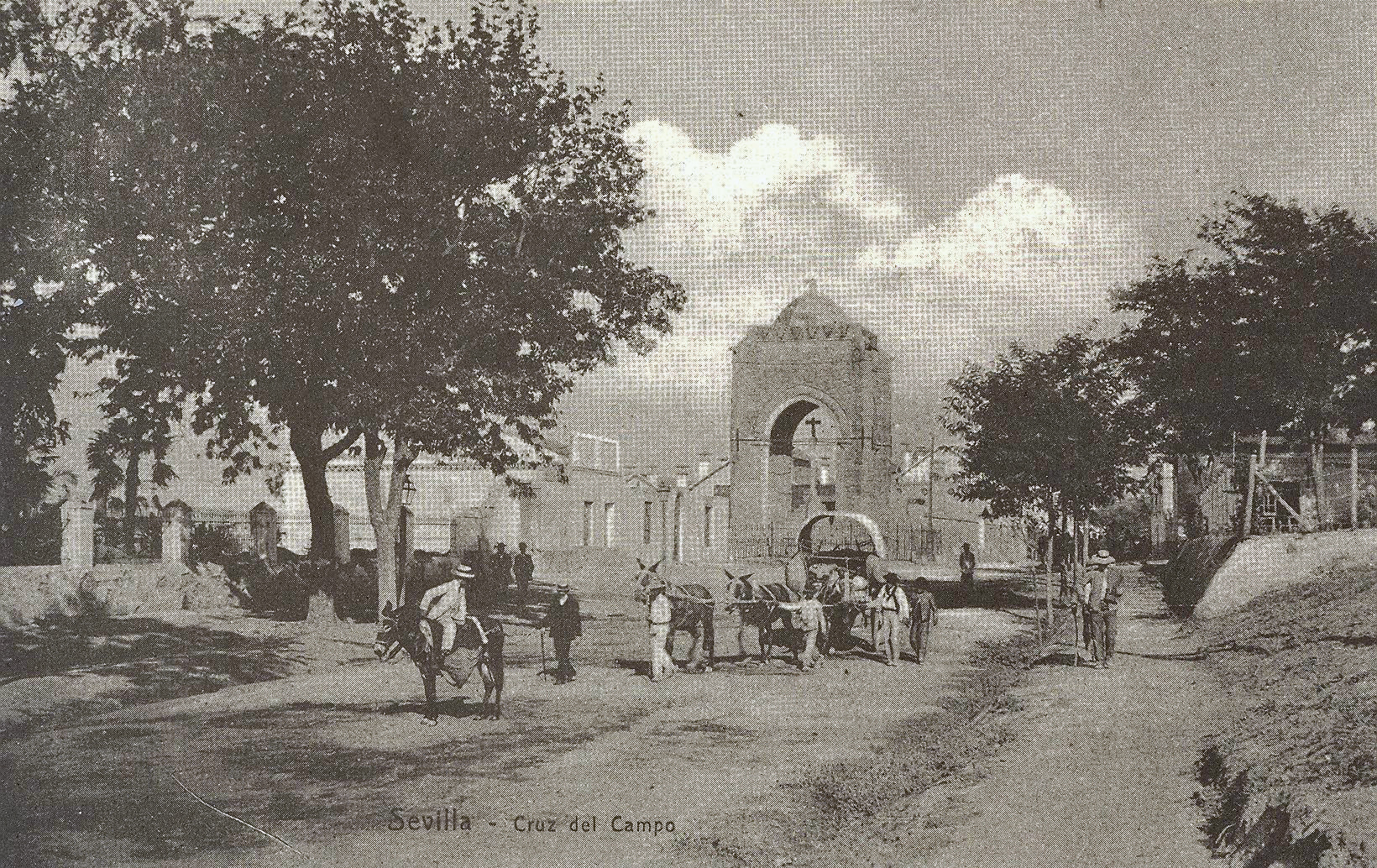
Vista del templete de la Cruz del Campo, en el año 1899.
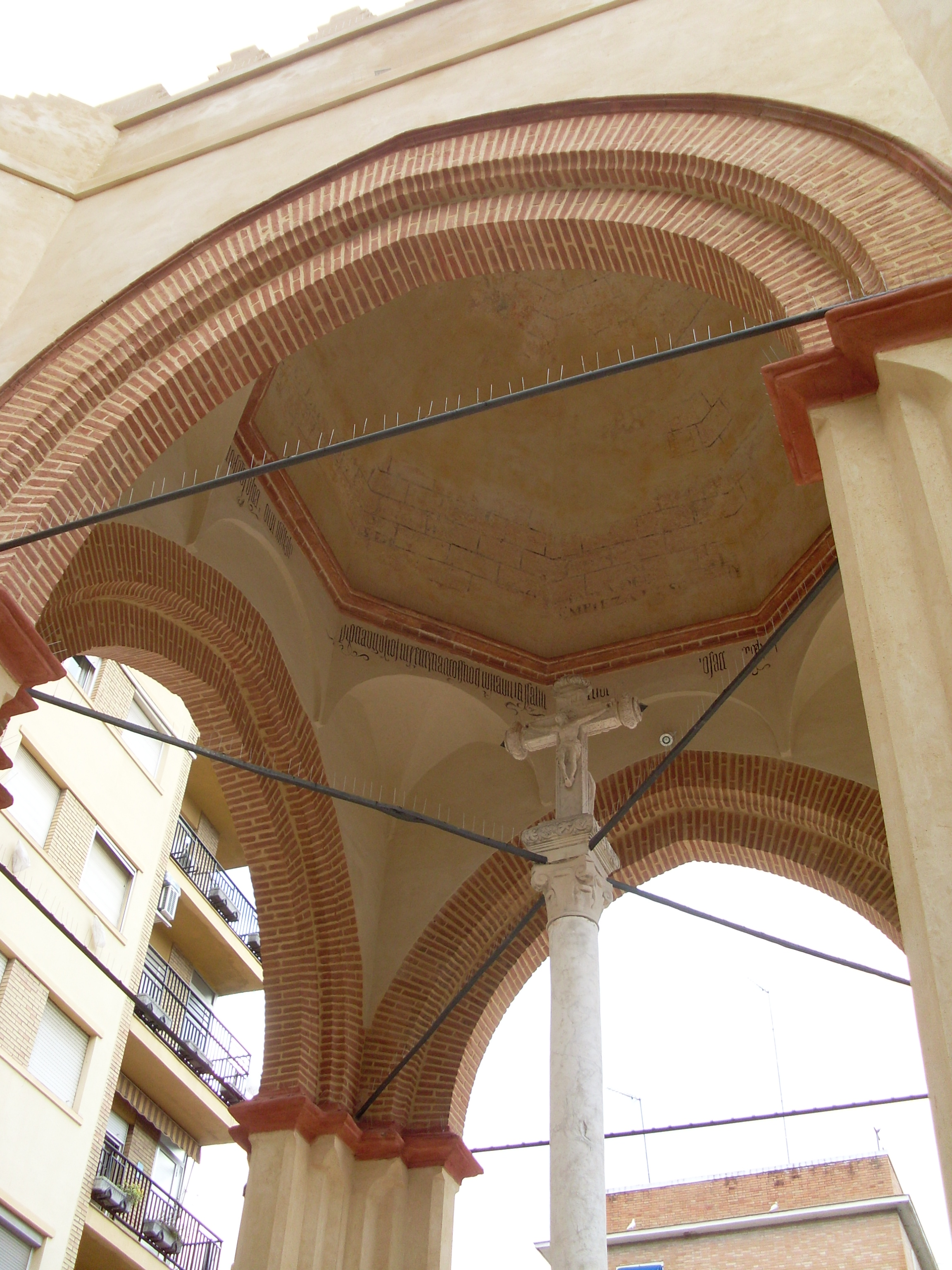
Interior del Templete de la Cruz del Campo.

### Galería con las estaciones del vía crucis

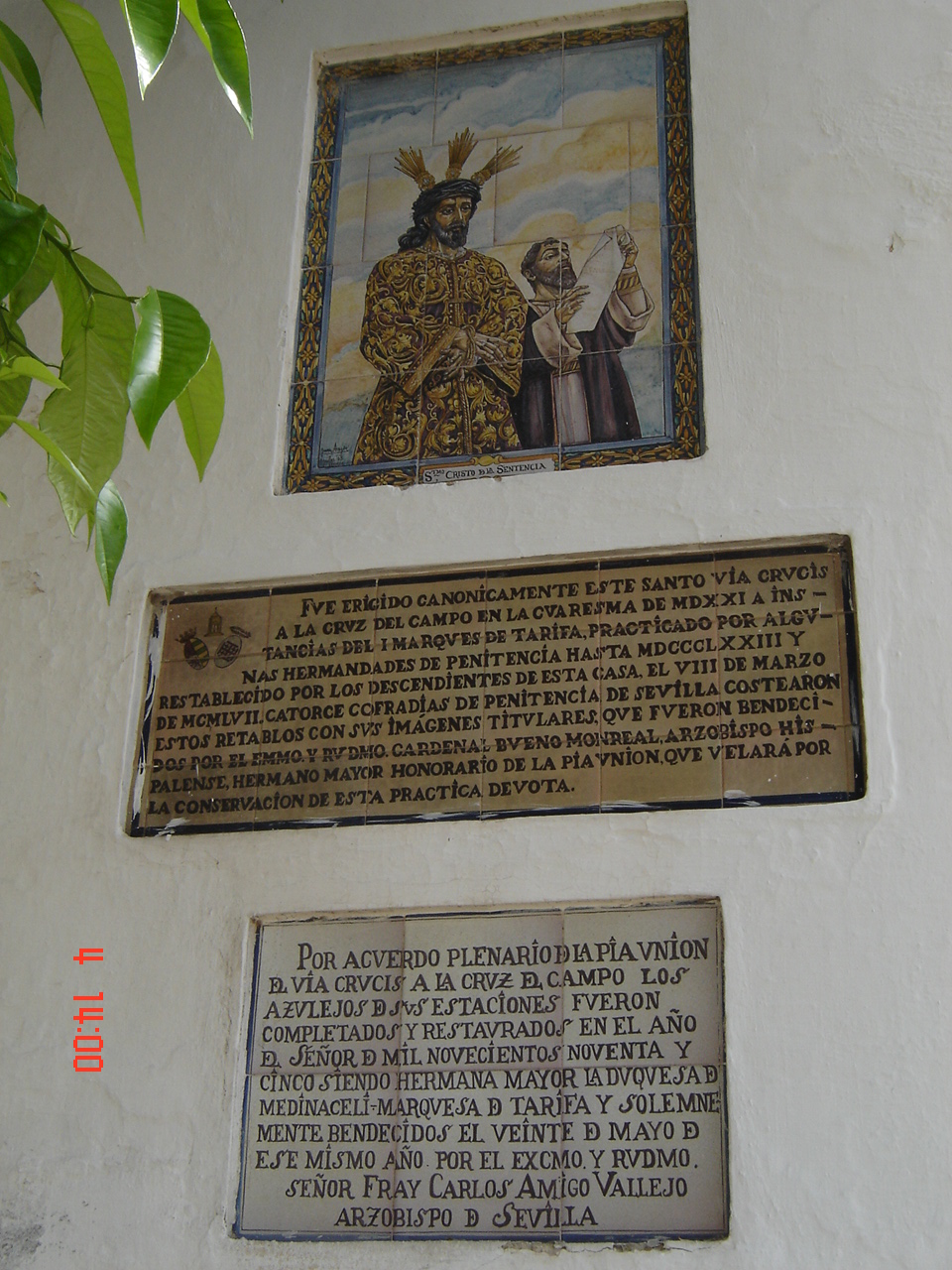
Estación I. Cuando sentencia a muerte a Cristo (Jesús de la Sentencia, Hdad. de la Macarena).
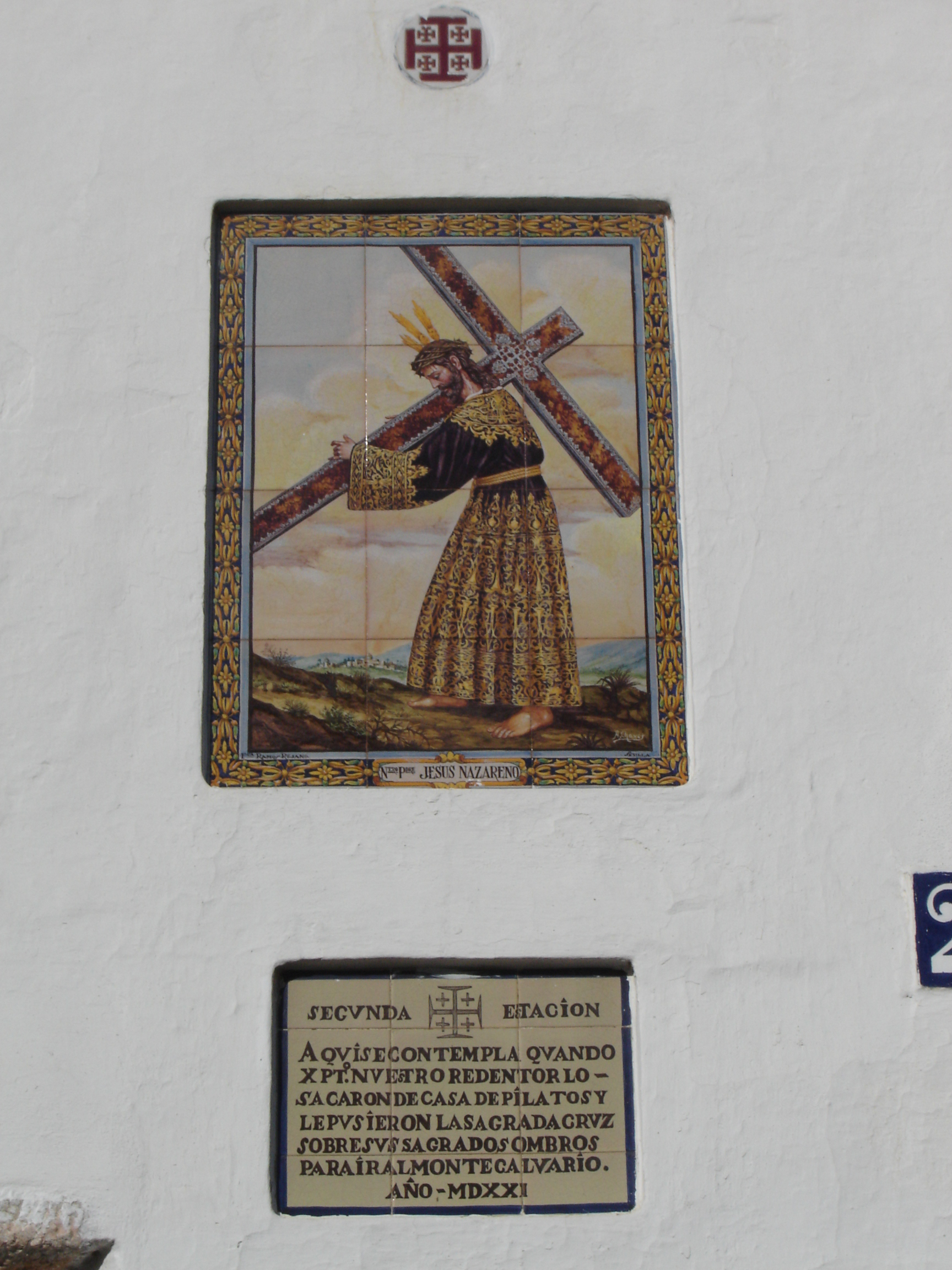
Estación II. Lo sacan de la casa de Pilatos y le ponen la cruz al hombro.(Jesús Nazareno, Hdad. del Silencio).
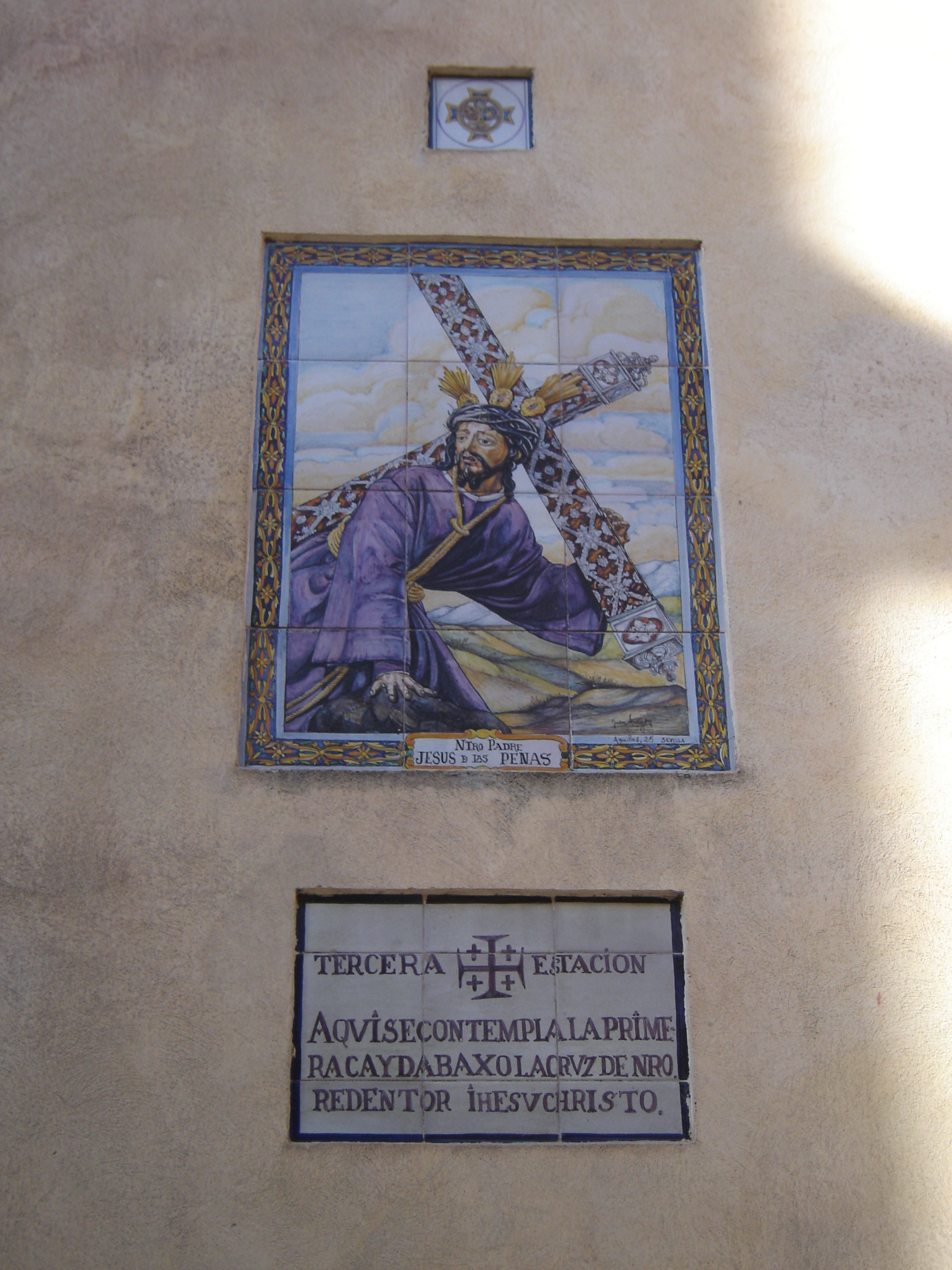
Estación III. Primera caída bajo la cruz. (Jesús de Las Penas, Hdad. de San Vicente).
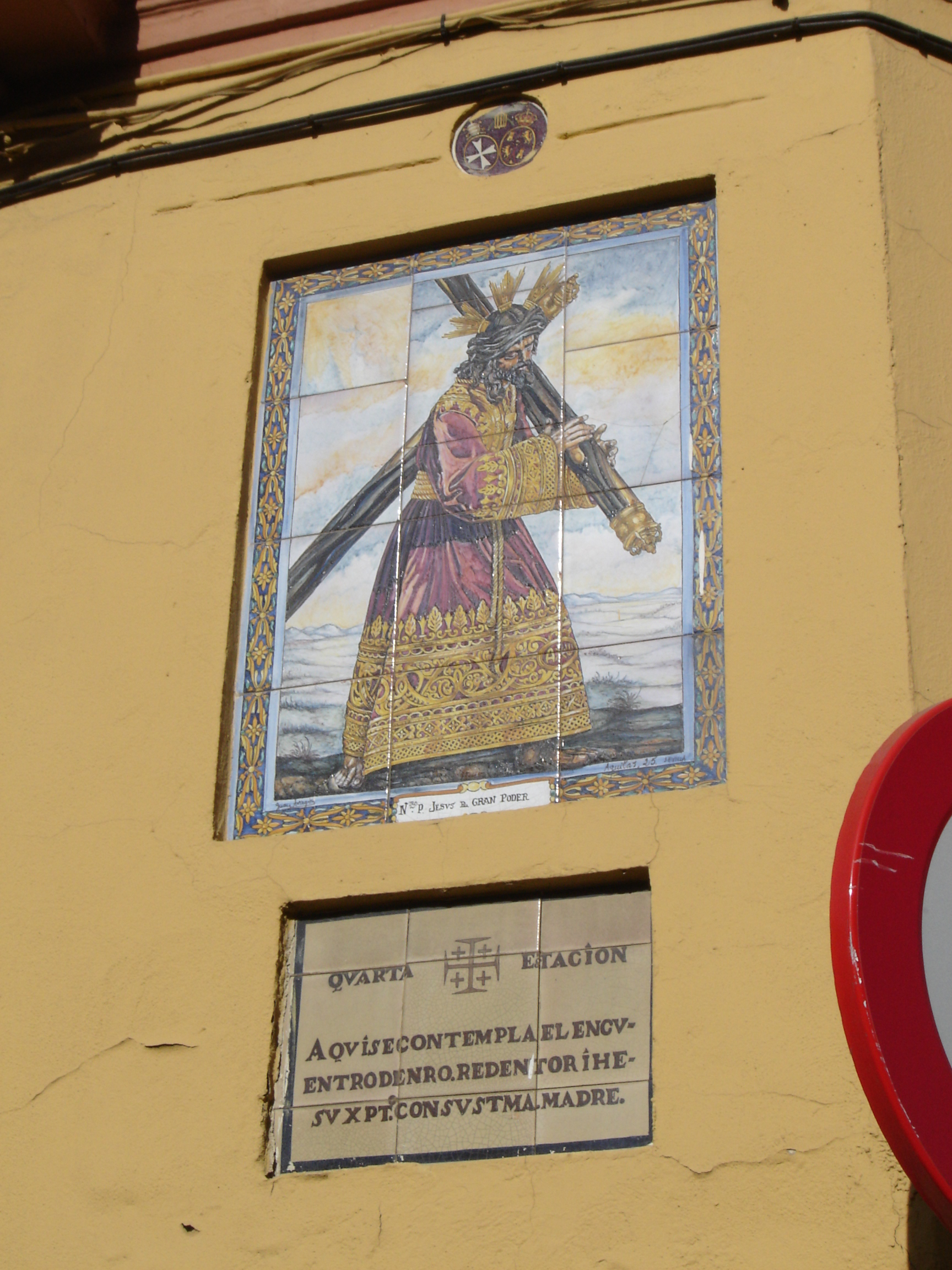
Estación IV. Encuentro de Jesús con su madre (Jesús del Gran Poder, Hdad. del Gran Poder)
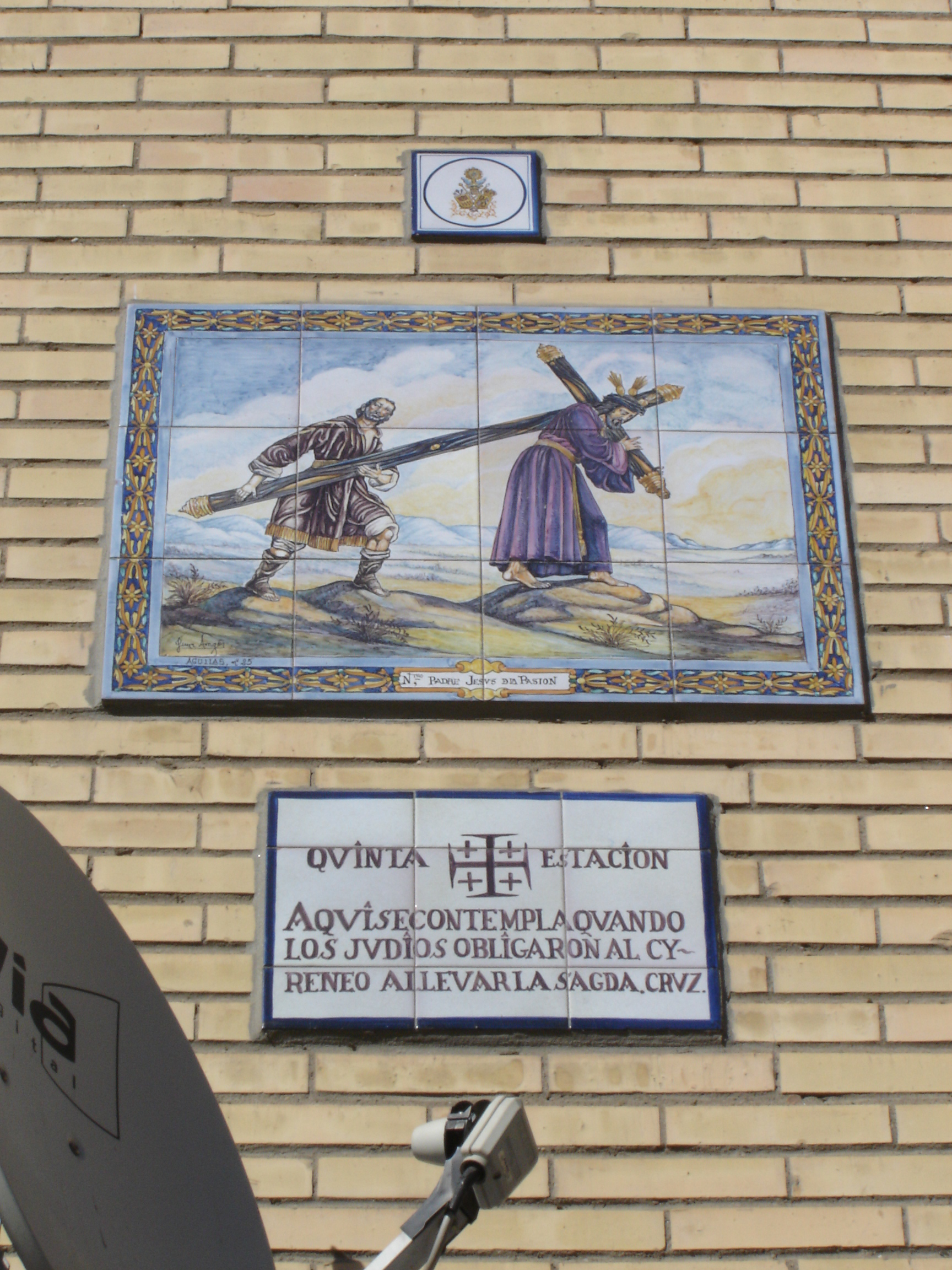
Estación V. Los judíos obligan al cireneo a llevar la cruz (Jesús de Pasión, Hdad. de la Pasión)
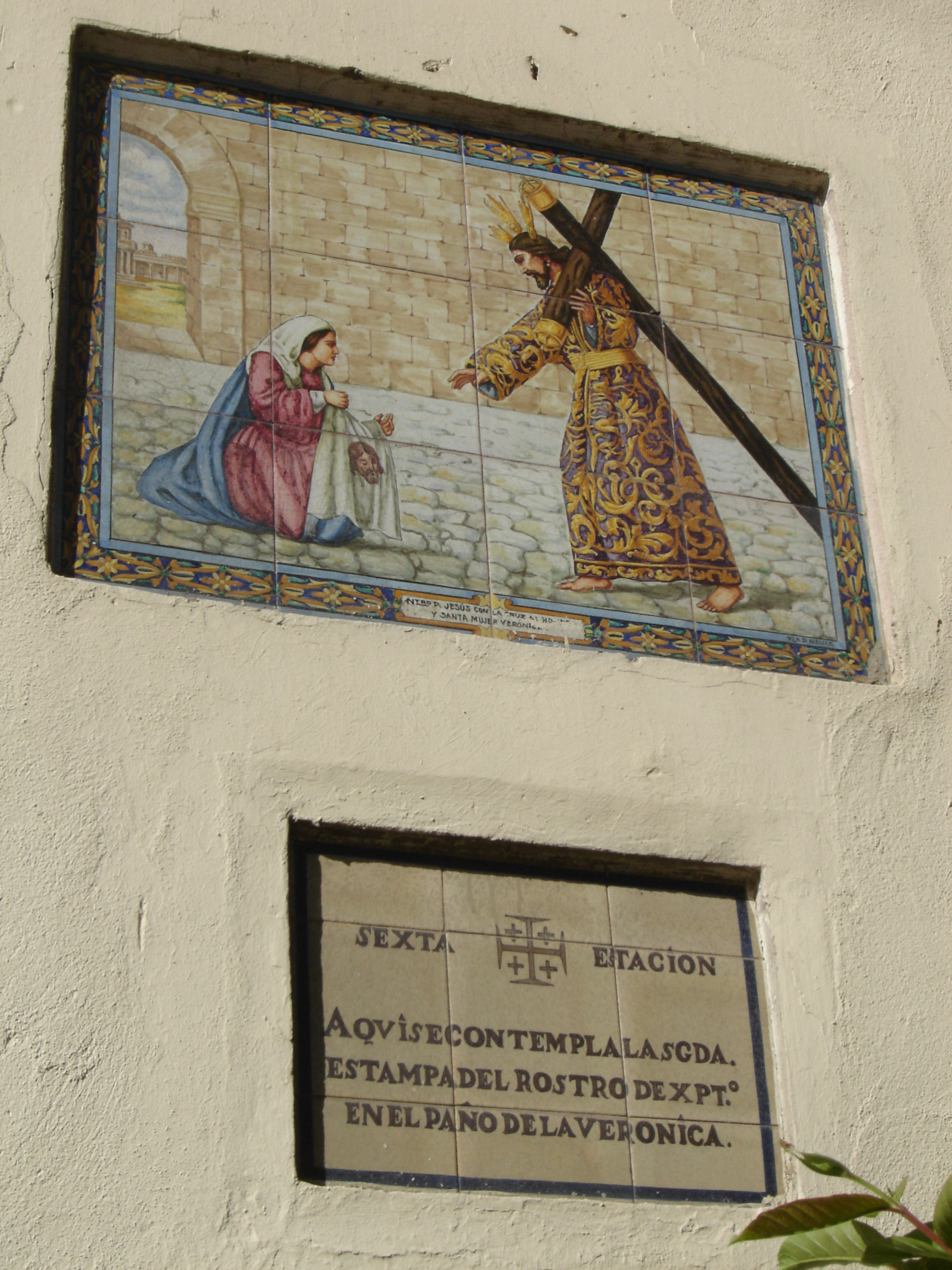
Estación VI. El rostro de Cristo queda en el paño de Verónica (Jesús con la Cruz al Hombro, Hdad. del Valle)
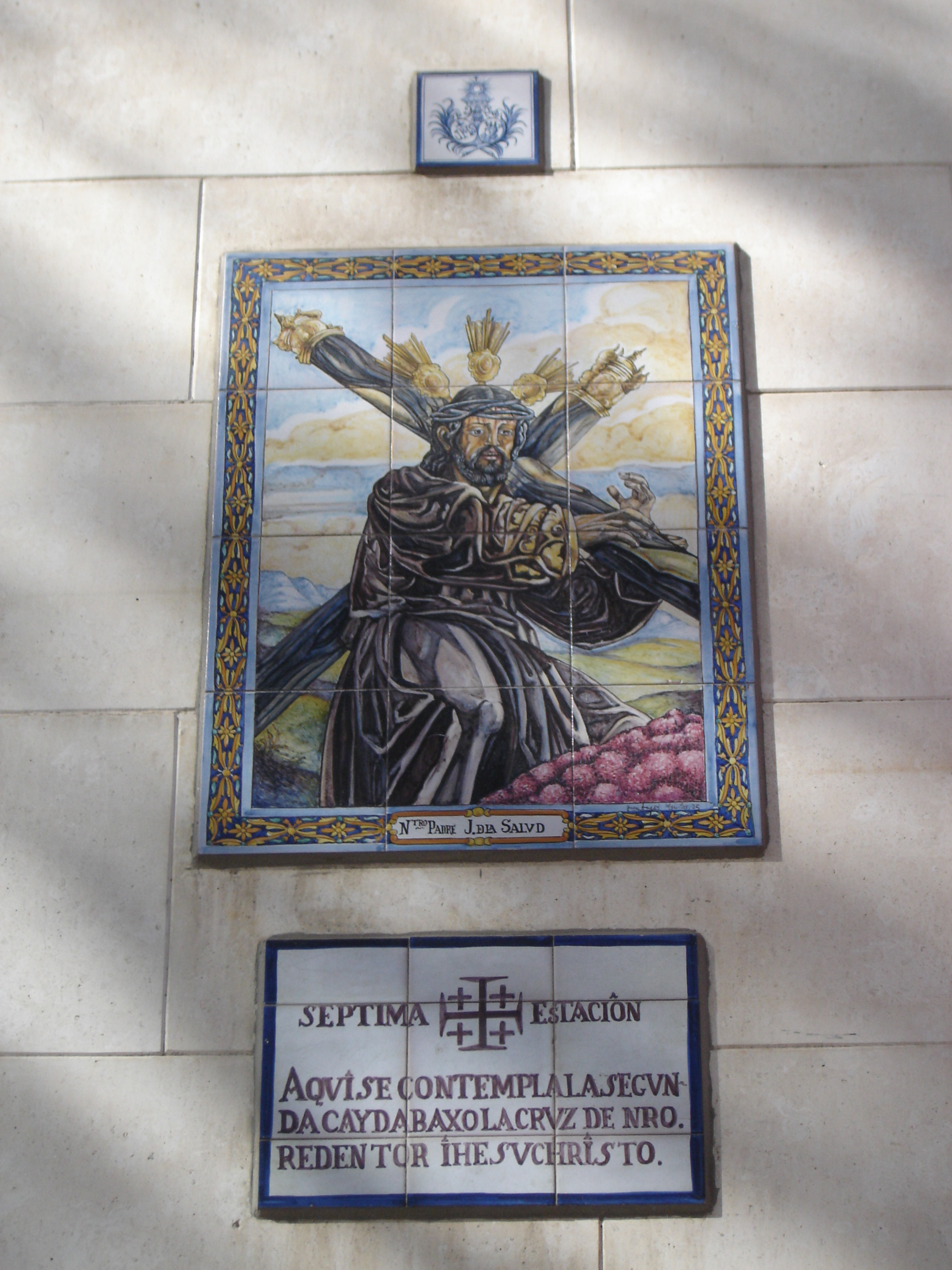
Estación VII. Segunda caída bajo la cruz (Jesús de la Salud, Hdad. de la Candelaria)
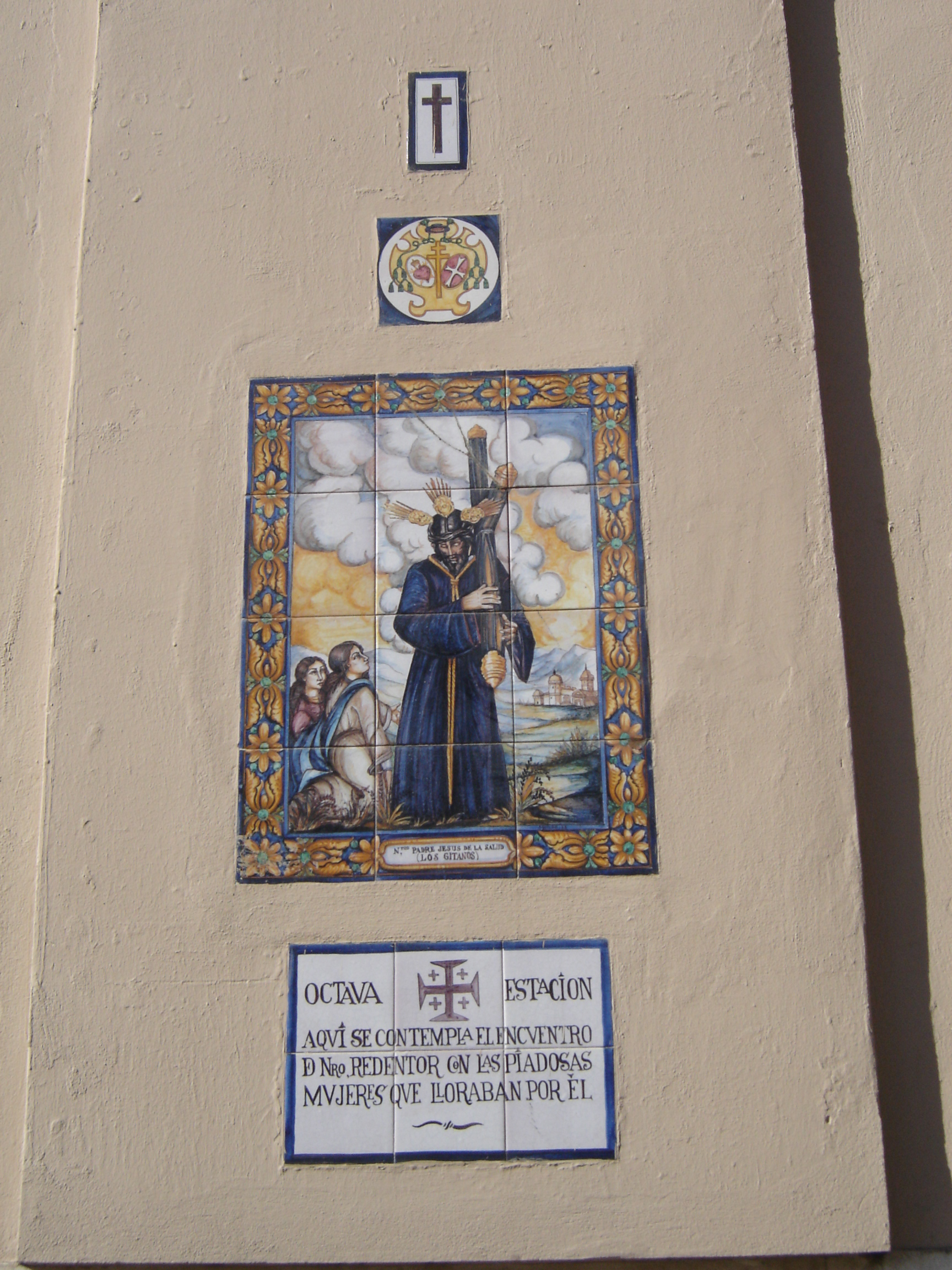
Estación VIII. Encuentro con las piadosas mujeres que lloraban por Él (Jesús de la Salud, Hdad. de los Gitanos)
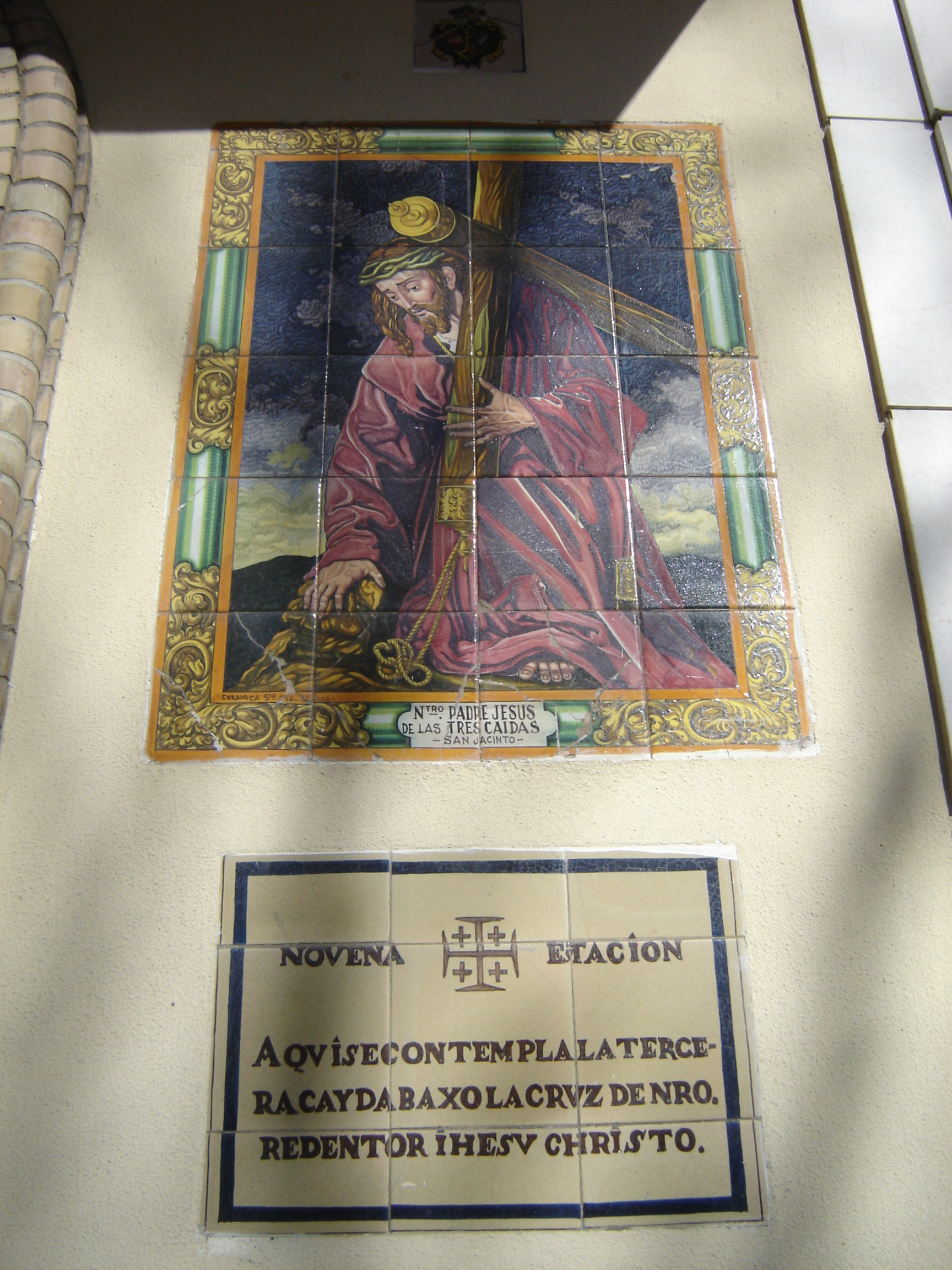
Estación IX. Tercera caída bajo la cruz (Cristo de las Tres Caídas, Hdad. Esperanza de Triana)
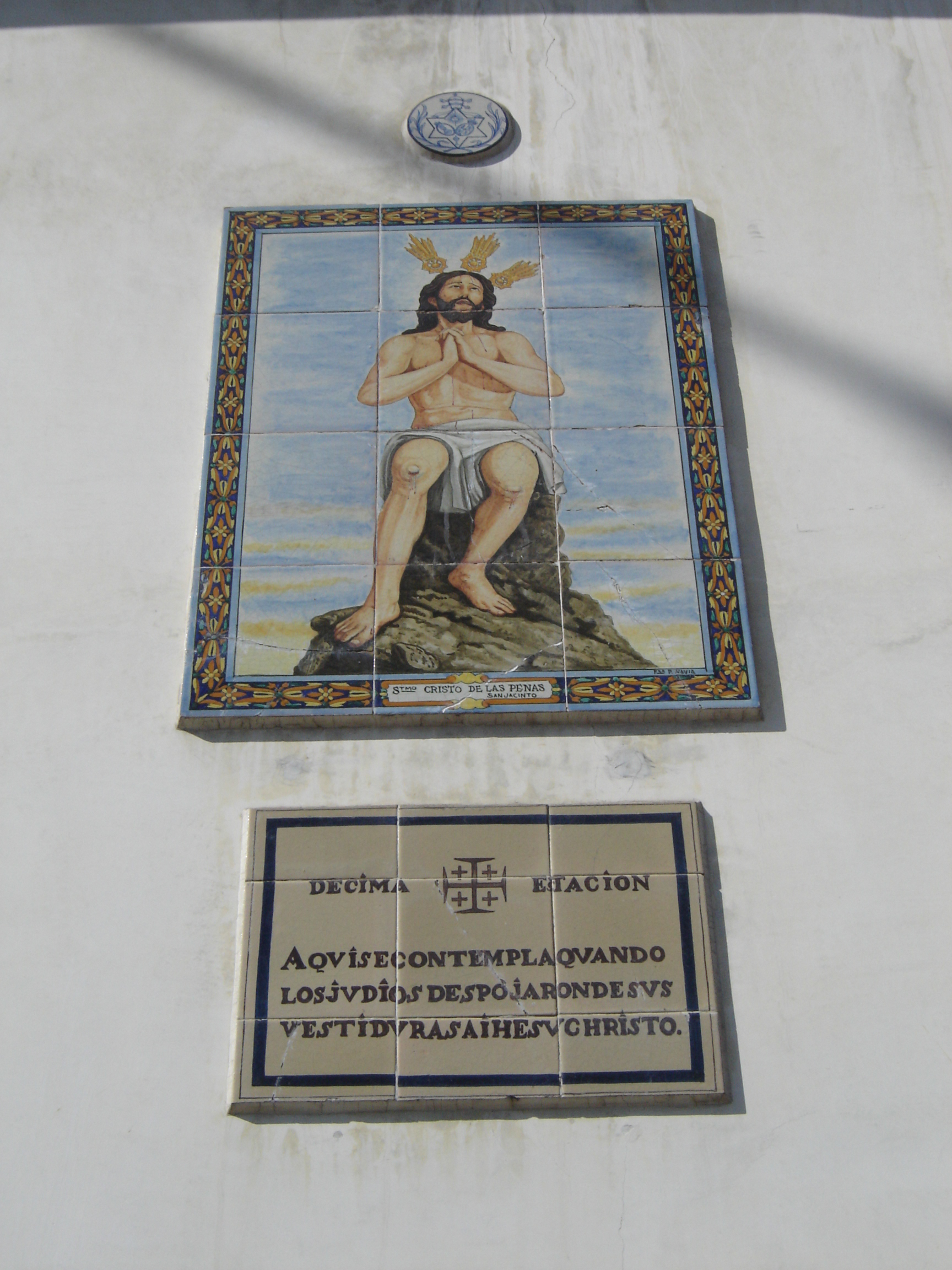
Estación X. Los judíos despojan a Jesús de sus vestiduras (Jesús de las Penas, Hdad. de la Estrella)
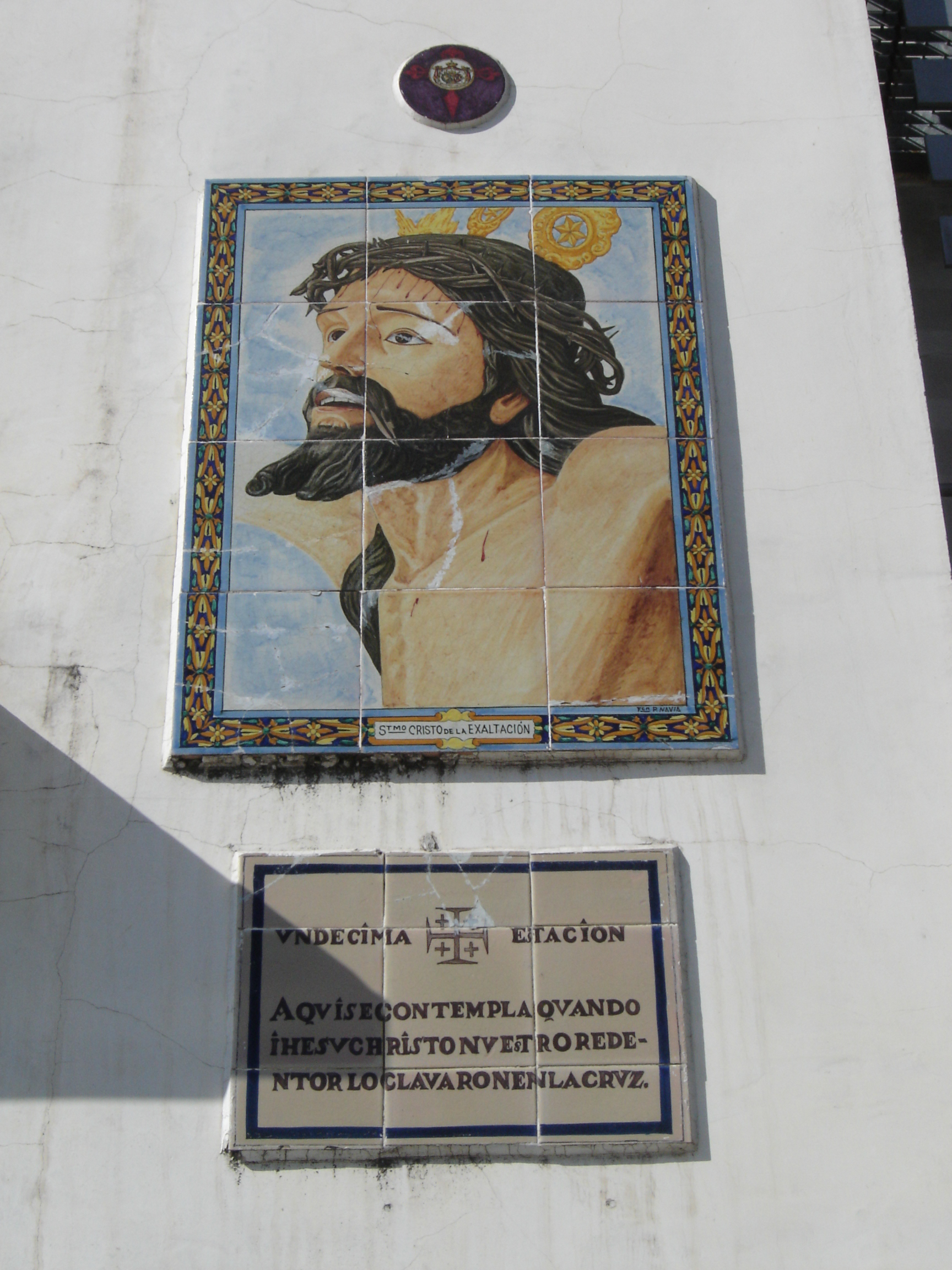
Estación XI. Jesucristo es clavado en la cruz (Cristo de la Exaltación, Hdad. de la Exaltación)
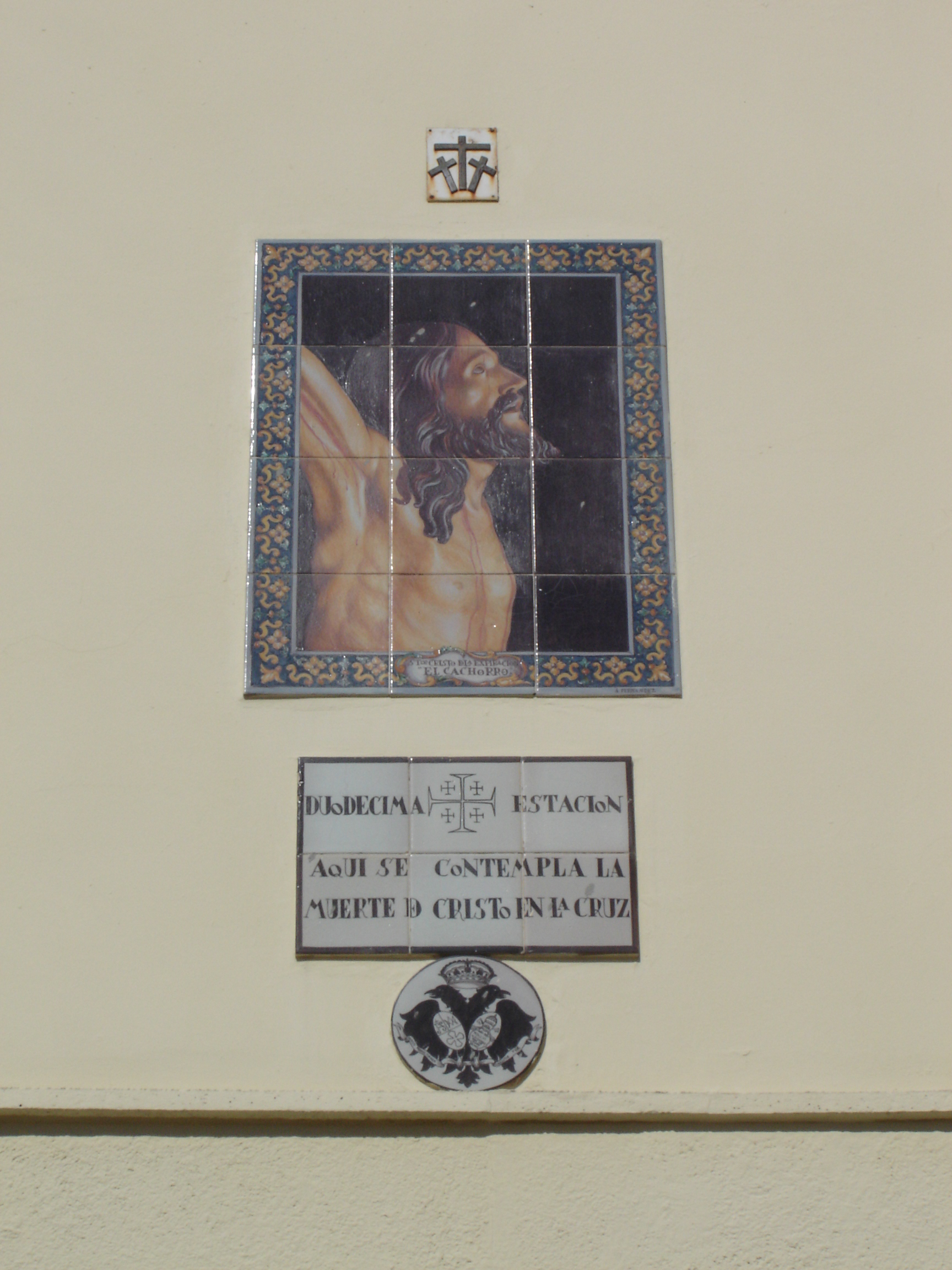
Estación XII. Jesucristo expira en la cruz (Cristo de la Expiración, "El Cachorro", Hdad. del Cachorro)
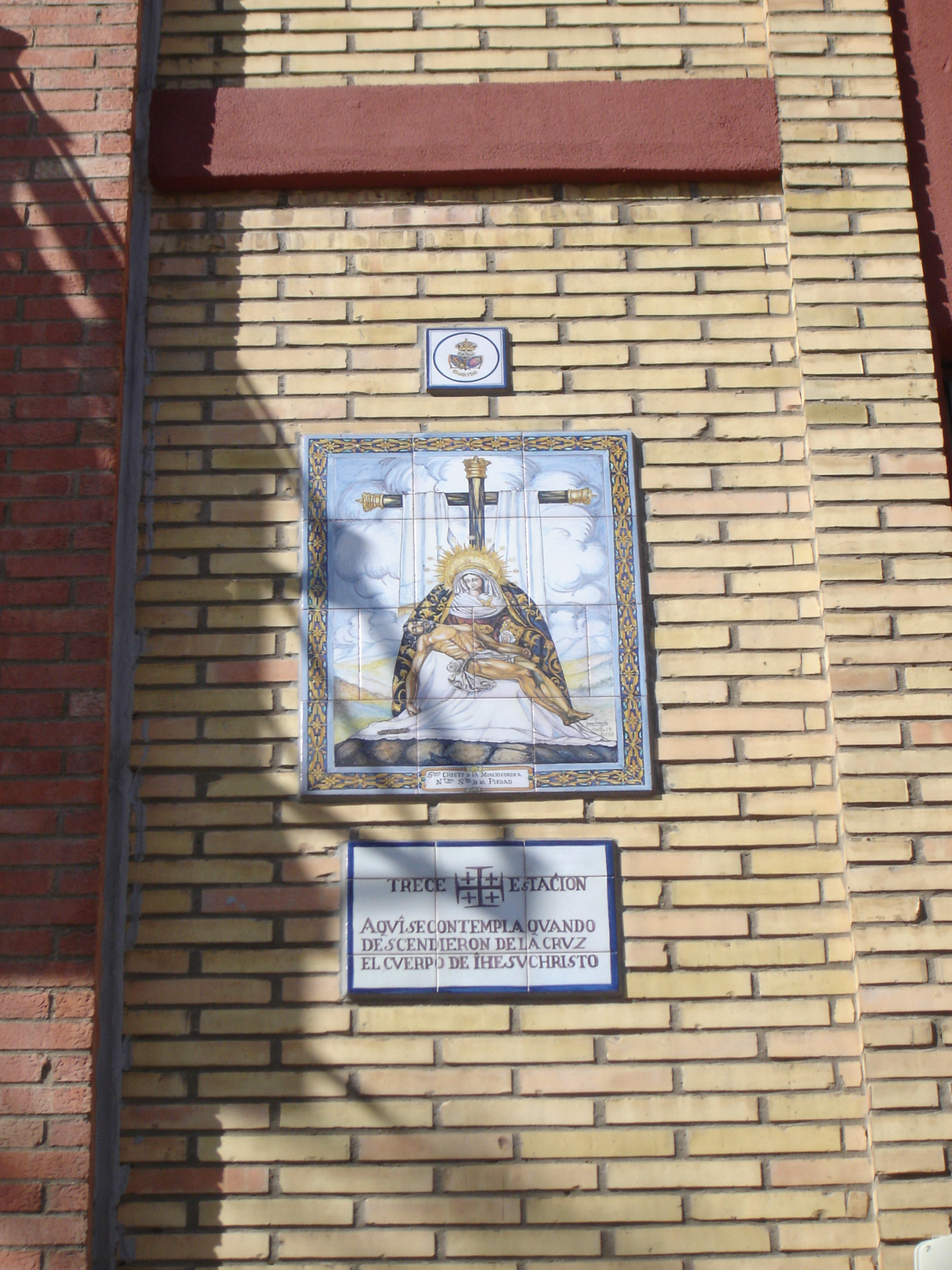
Estación XIII. Descienden de la cruz el cuerpo de Jesucristo (Cristo de la Misericordia y Virgen de la Piedad, Hdad. del Baratillo)
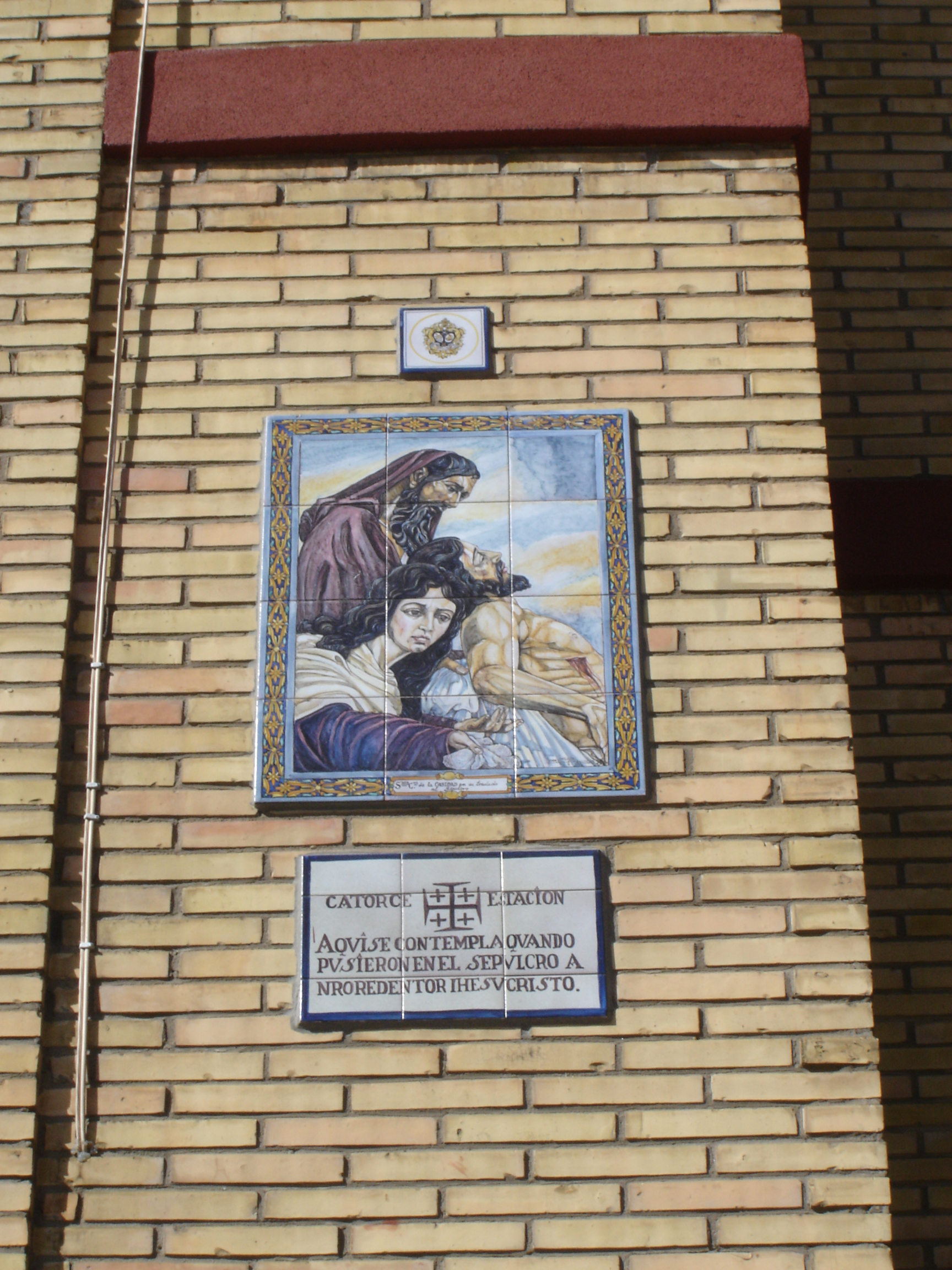
Estación XIV. Jesucristo es puesto en el sepulcro. (Cristo de la Caridad, Hdad. de Santa Marta)